# 大般涅槃経 (上座部)
『大般涅槃経』（だいはつねはんぎょう、巴: Maha-parinibbana Sutta(nta)（マハーパリニッバーナ・スッタ（ンタ））とは、パーリ仏典経蔵長部の中に第16経として収録されている上座部仏教の一経。『大パリニッバーナ経』とも。
類似の伝統漢訳経典として、『長阿含経』（大正蔵1）の第2経「遊行経」や、『仏般泥洹経』（大正蔵5）、『般泥洹経』（大正蔵6）、『大般涅槃経』（大正蔵7）等がある。
80歳の釈迦が、王舎城東部の霊鷲山から最後の旅に出発し、マッラ国のクシナガラにて入滅（般涅槃）するまでの言行、及び、その後の火葬・遺骨分配の様子が描かれる。
インド学者でパーリ語の専門家であるオスカー・フォン・ヒンヌーバーは、文献学的に見て『大パリニッバーナ経』の中には、釈迦の生前に近い時期に遡る非常に古風な地名、構文が残っていると指摘し、成立年代を紀元前350年から紀元前320年頃とする説を提示している
。
叙事詩『ブッダチャリタ』の後半は『大パリニッバーナ経』を底本にして作成されたとする説が有力である。
『大パリニッバーナ経』の中で、釈迦は現世の欲や執着を絶って輪廻から解脱し、二度と生まれ変わることなく涅槃に至るのが至高だと説いている。経典の中の釈迦は古代インドの宗教観に基づき天界の存在を認めている。一方で大乗仏教で見られる浄土という概念が釈迦によって説かれることはなく、釈迦以外のブッダ（大日如来・阿弥陀如来・薬師如来など）は一切登場しない。

## 時代背景
釈迦の最後の旅が行われたこの時期は、ちょうどマガダ国のアジャータサットゥ王による、ヴァッジ国への侵略・征服が進められていた時期であり、本経にもその時代背景が色濃く反映されている。
本経は、アジャータサットゥ王が、ヴァッジ国への侵略計画について、釈迦に伺いを立てるところから、話が始まる。
また、ガンジス川の南岸、国境の村であり、物流拠点でもあったパータリ村（パータリプッタ）が、侵略拠点の要塞として造り変えられていく様も、描かれている。（アジャータサットゥ王の次の王、ウダーインの時代になると、マガダ国の首都は、王舎城からこのパータリプッタに移される。）

## 構成
第1章
1. 霊鷲山にて 【1-5】
2. 修行僧たちへの説教 【6-12】
3. 旅出 【13-18】
4. パータリ村にて 【19-34】
第2章
5. コーティ村にて 【1-4】
6. ナーディカ村にて 【5-10】
7. 商業都市ヴェーサーリーにて 【11-13】
8. 遊女アンバパーリー 【14-20】
9. ベールヴァ村にて 【21-26】
第3章
10. 死の決意 【1-6】
11. 悪魔との対話 【7-9】
12. 大地震 【10-47】
13. 死別の運命 【48-51】
第4章
14. バンダ村へ 【1-4】
15. ボーガ市と、四大教示 【5-12】
16. 鍛冶工チュンダ 【13-25】
17. プックサとの邂逅 【26-43】
第5章
18. 重い病 【1-12】
19. アーナンダの号泣 【13-17】
20. 大善見王の物語 【18】
21. マッラ族への呼びかけ 【19-22】
22. スバッダの帰依 【23-30】
第6章
23. 臨終の言葉 【1-7】
24. 死を悼む 【8-12】
25. 遺体の火葬 【13-23】
26. 遺骨の分配と崇拝 【24-28】

## 旅の道程
描かれる釈迦の最後の旅の道程は以下の通り。
マガダ国
- 霊鷲山、王舎城
- アンバラッティカー園[6]
- ナーランダー[6]
- パータリ村

（ガンジス川渡る （ゴータマの渡し））
ヴァッジ国
- コーティ村
- ナーディカ村
- ヴェーサーリー市、ベールヴァ村（雨期安居）
- バンダ村
- ハッティ村、アンバ村、ジャンブ村
- ボーガ市

マッラ国
- パーヴァー市

（カクッター川）
- クシナガラ

## 内容

### マガダ国

#### 霊鷲山
王舎城のアジャータサットゥ王が、バラモンであるヴァッサカーラという大臣を使わし、霊鷲山にいる釈迦の元に送り、自分のヴァッジ国侵略計画について伺いを立てさせる。
釈迦は、ヴァッジ族が、
1. しばしば「会議」を開き、多くの人が参集する間は、繁栄し、衰亡は無い
2. 「協同」して集合・行動し、為すべきことを為している間は、繁栄し、衰亡は無い
3. 「旧来の法」に従って行動する間は、繁栄し、衰亡は無い
4. 「古老の人々」を崇敬し、彼らの言葉を聴いている間は、繁栄し、衰亡は無い
5. 「良家の婦女・童女」を暴力的に拘留しない間は、繁栄し、衰亡は無い
6. 「霊域」を崇敬し、供物を絶やさない間は、繁栄し、衰亡は無い
7. 「真人」（尊敬されるべき修行者）達を正当に保護・防御する間は、繁栄し、衰亡は無い

と答える。
ヴァッサカーラは、そうした7つの法を備えているのでは、戦争で侵略するのは困難であり、外交・離間という手段を用いなければならない、と述べて帰っていく。

次に、釈迦はアーナンダに指示し、王舎城周辺にいる全ての修行僧を、会堂に集めさせ、「衰亡を来たさないための7つの法」として、先に述べたことを言葉を変えて反復する。
すなわち、修行僧たちが、
1. しばしば「会議」を開き、多くの人が参集する間は、繁栄し、衰亡は無い
2. 「協同」して集合・行動し、為すべきことを為している間は、繁栄し、衰亡は無い
3. 「旧来の法」に従って行動する間は、繁栄し、衰亡は無い
4. 「古老の人々」を崇敬し、彼らの言葉を聴いている間は、繁栄し、衰亡は無い
5. 「愛執」に支配されない間は、繁栄し、衰亡は無い
6. 「林間に住む」のを望んでいる間は、繁栄し、衰亡は無い
7. 「他の修行僧」達を思いやる間は、繁栄し、衰亡は無い

と述べる。

更に、関連付けて、他の「衰亡を来たさないための7つの法」として、
1. 「動作」を喜ばず、楽しまない間は、繁栄し、衰亡は無い
2. 「談話」を喜ばず、楽しまない間は、繁栄し、衰亡は無い
3. 「睡眠」を喜ばず、楽しまない間は、繁栄し、衰亡は無い
4. 「社交」を喜ばず、楽しまない間は、繁栄し、衰亡は無い
5. 「悪い欲望」に支配されない間は、繁栄し、衰亡は無い
6. 「悪友」を持たない間は、繁栄し、衰亡は無い
7. 「慢心」に陥らない間は、繁栄し、衰亡は無い

を述べ、更に、他の「衰亡を来たさないための7つの法」として、
1. 信
2. 愧（は）じる心
3. 愧（は）じ
4. 博学
5. 努力
6. 安定
7. 智慧

を挙げ、更に、他の「衰亡を来たさないための7つの法」（七覚支）として、
1. よく思いをこらす
2. よく法を選び分ける
3. よく努力する
4. よく喜びに満ち足りる
5. 心身が軽やかになる
6. 精神統一
7. 心の平静安定

を挙げ、更に、他の「衰亡を来たさないための7つの法」として、
1. 無常
2. 非我
3. 不浄
4. 厭
5. 捨
6. 離
7. 止滅

を挙げ、更に、他の「衰亡を来たさないための6つの法」として、
1. 身
2. 口
3. 意
4. 戒
5. 定
6. 慧

を挙げる。

こうして、釈迦は、霊鷲山にいる間、修行僧たちに、
- 「戒律」
- 「精神統一」
- 「智慧」
- 「戒律」を伴う「精神統一」
- 「精神統一」を伴う「智慧」
- 「智慧」を伴う「修養された心」
- 「修養された心」による「種々の煩悩（汚れ）からの解脱」

といった「法に関する講話」を行った。

#### アンバラッティカー園
次に、釈迦たちは、アンバラッティカー園へ行き、アジャータサットゥ王の別荘に滞在し、釈迦はそこで、修行僧たちに、
- 「戒律」
- 「精神統一」
- 「智慧」
- 「戒律」を伴う「精神統一」
- 「精神統一」を伴う「智慧」
- 「智慧」を伴う「修養された心」
- 「修養された心」による「種々の煩悩（汚れ）からの解脱」

といった「法に関する講話」を行った。

#### ナーランダー
次に、釈迦たちは、ナーランダーへ行き、富商パーヴァーリカのマンゴー園に滞在する。そこで、サーリプッタ（舎利弗）長老がやって来て、「釈迦ほどの覚者は、過去にも、未来にもいないと確信している」と述べる。釈迦がなぜそう思うのか尋ねると、サーリプッタ長老は、
- 五蓋の除去
- 四念処
- 七覚支

を修めているからだと言う。

釈迦はその地で、修行僧たちに、
- 「戒律」
- 「精神統一」
- 「智慧」
- 「戒律」を伴う「精神統一」
- 「精神統一」を伴う「智慧」
- 「智慧」を伴う「修養された心」
- 「修養された心」による「種々の煩悩（汚れ）からの解脱」

といった「法に関する講話」を行った。

#### パータリ村
次に、釈迦たちは、パータリ村（パータリプッタ）へ行き、在家信徒たちが提供する宿泊所に滞在した。
釈迦は、在家信徒たちに、戒律を破ることの禍として、
1. 財産を失う
2. 悪い評判が起きる
3. 不安でおじける
4. 死ぬ際に精神が錯乱している
5. 地獄に生まれ変わる

を挙げ、逆に、戒律を守ることの果報として、
1. 財産が豊かになる
2. 良い評判が起きる
3. 泰然としている
4. 死ぬ際に精神が錯乱していない
5. 天国に生まれ変わる

を挙げる。
そして、夜更けになるまで、「法に関する講話」を説き、教え、励まし、喜ばせ、別れを告げた。

その当時のパータリ村では、マガダ国の2人の大臣スニーダとヴァッサカーラが、ヴァッジ族の侵入を防ぐための城郭を築いていた。釈迦はそれを見て、三十三天の神々と相談しているかのごとく都市城壁を建設しており、ここが立派な場所である限りは、商業の中心地・物資の集散地であるだろうが、「水」「火」「内部分裂」という3種の災難があると予言する。
スニーダとヴァッサカーラは、釈迦たちを食事に招待する。釈迦は食事の席で、「清浄行者たちを供養すれば、神霊たちは布施の功徳を振り向ける」旨の詩句を唱える。スニーダとヴァッサカーラは喜び、これから釈迦たちがガンジス川を渡る渡し場を、「ゴータマの渡し」と名付けると述べる。

釈迦たちは、ヴァッジ国へ入るために、ガンジス川を渡る。筏を求めて往来する人々を見て、釈迦は、「橋をかけて渡る人々や、筏を作って渡る人々がいるが、聡明な人々（清浄修行者たち）は既に（彼岸へと）渡り終わっている」旨の感興の言葉をつぶやく。

### ヴァッジ国

#### コーティ村
釈迦たちは、コーティ村へ行き、滞在する。釈迦はそこで、修行僧たちに、
- 「四諦」

について述べる。
更に釈迦は、修行僧たちに、
- 「戒律」
- 「精神統一」
- 「智慧」
- 「戒律」を伴う「精神統一」
- 「精神統一」を伴う「智慧」
- 「智慧」を伴う「修養された心」
- 「修養された心」による「種々の煩悩（汚れ）からの解脱」

といった「法に関する講話」を行った。

#### ナーディカ村
釈迦たちは、ナーディカ村へ行き、煉瓦堂に滞在する。
アーナンダは当地で死んだ比丘・比丘尼、在家信徒たちの名を挙げ、彼らはどこに行ったのか、釈迦に問う。釈迦は、
- 「四向四果」
- 「五下分結」（5つの束縛）
- 「三結」（3つの束縛）

等を交えて、それらに答え、更に、
- 仏（釈迦）
- 法
- 僧（僧伽）

の三宝に対して清らかな信仰を持てば、自分の運命をはっきりと見極めることができるという「法の鏡」を説く。

釈迦は、滞在中、修行僧たちに、
- 「戒律」
- 「精神統一」
- 「智慧」
- 「戒律」を伴う「精神統一」
- 「精神統一」を伴う「智慧」
- 「智慧」を伴う「修養された心」
- 「修養された心」による「種々の煩悩（汚れ）からの解脱」

といった「法に関する講話」を行った。

#### ヴェーサーリー市
釈迦たちは、ヴェーサーリーへ行き、遊女アンバパーリーの林に滞在する。
そこで釈迦は、修行僧たちに、
- 「四念処」

と、あらゆる動作に対する「気をつけ」（念、サティ）を説く。
遊女アンバパーリーがやって来た。釈迦は彼女に「法に関する講話」を説き、教え、励まし、喜ばせた。彼女は釈迦たちを翌日の食事に招待する。釈迦は承諾する。
後からリッチャヴィ族の人々がやって来た。釈迦は彼らに「法に関する講話」を説き、教え、励まし、喜ばせた。彼らは釈迦たちを食事に招待する。釈迦は先約があると断る。彼らは悔しがる。
アンバパーリーは徹夜して美味な硬軟両方の食べ物を用意し、釈迦たちをもてなす。アンバパーリーは、この園林を僧伽に献上すると述べる。釈迦は彼女に「法に関する講話」を説き、教え、励まし、喜ばせた。
釈迦は、滞在中、修行僧たちに、
- 「戒律」
- 「精神統一」
- 「智慧」
- 「戒律」を伴う「精神統一」
- 「精神統一」を伴う「智慧」
- 「智慧」を伴う「修養された心」
- 「修養された心」による「種々の煩悩（汚れ）からの解脱」

といった「法に関する講話」を行った。

"Ramaṇīyā ānanda vesālī, ramaṇīyaṃ udenaṃ cetiyaṃ, ramaṇīyaṃ gotamakaṃ cetiyaṃ, ramaṇīyaṃ sattamba 2 cetiyaṃ, ramaṇīyaṃ bahuputtaṃ cetiyaṃ, ramaṇīyaṃ sārandadaṃ cetiyaṃ3 ramaṇīyaṃ cāpālaṃ cetiyaṃ. 

アーナンダよ、ヴェーサーリーは美しい。ウデーナ廟は美しい。ゴータマカ廟は美しい。サッタンバ廟は美しい。バフプッタ廟は美しい。サーランダダ廟は美しい。チャーパーラ廟は美しい。

#### ベールヴァ村
釈迦たちは、ヘールヴァ村へ行き、滞在する。そして、修行僧たちに、ヴェーサーリー辺りで知人・友人を頼って、雨安居（雨期の定住）に入るよう告げる。
雨安居の間、釈迦に恐ろしい病が生じ、激痛に襲われるが、よく念じて堪え、病苦は静まった。アーナンダがそれを見て安心したと述べると、釈迦は、
- 自分は既に、分け隔てなく、包み隠すことなく、理法を説いた
- 自分は80歳の老齢であり、身体は老い朽ち、「革紐の助けによってやっと動いている古ぼけた車」のように、心の統一によって身体を保っている状態
- 自らを拠り所とし（自燈明）、法を拠り所にせよ（法灯明）
- 「四念処」

などを説く。
ある日、釈迦は托鉢から帰り、食事を済ませてから、アーナンダと共に、チャーパーラ霊樹へ赴く。釈迦はそこで、アーナンダに3度、自分の死を示唆するが、アーナンダが気付かずに帰っていく。
代わりに悪魔がやって来て、釈迦は十分その清浄行を成就したし、その法は広まり、繁栄し、弟子達も十分その教えを身に付けたのだから、そろそろ涅槃に入るよう勧める。釈迦は、そう焦らなくても、3ヶ月過ぎた後に自分は死ぬと予言する。
そうして釈迦が死を覚悟し、寿命の素因を捨てた時、大地震が起き、雷鳴が轟いた。アーナンダは驚いて、釈迦の元に戻ってくる。釈迦は、大地震の原因・条件として、
1. 大きな風によって、水が動揺し、水が地を動揺させる時
2. 神通力のある沙門・婆羅門・神霊によって、大地が揺らされた時
3. 釈迦がトゥシタ（兜率天）から母胎に入る時
4. 釈迦が母胎から外に出る時
5. 釈迦が悟りを得た時
6. 釈迦が説法を始めた（法輪を回した）時（初転法輪）
7. 釈迦が死を覚悟し、寿命の素因を捨てた時
8. 釈迦が涅槃に入った時

の8つを挙げた。
更に、関連付けて、「8つの集い」として、
1. 王族の集い
2. バラモンの集い
3. 資産者の集い
4. 修行者の集い
5. 四天王衆の集い
6. 三十三天の神々の集い
7. 悪魔の集い
8. 梵天衆の集い

を挙げ、自分はこれまで彼らに「法に関する講話」を行ってきたと述べる。更に、「8つの支配・克服する境地」（八勝処）として、
1. 内心に想起した「色」（物質）によって、外識の「色」（物質）を、有限の色と見なして克つ
2. 内心に想起した「色」（物質）によって、外識の「色」（物質）を、無限の色と見なして克つ
3. 内心に想起した「無色」（非物質）によって、外識の「色」（物質）を、有限の色と見なして克つ
4. 内心に想起した「無色」（非物質）によって、外識の「色」（物質）を、無限の色と見なして克つ
5. 内心に想起した「無色」（非物質）によって、外識の「色」（物質）を、青と見なして克つ
6. 内心に想起した「無色」（非物質）によって、外識の「色」（物質）を、黄と見なして克つ
7. 内心に想起した「無色」（非物質）によって、外識の「色」（物質）を、赤と見なして克つ
8. 内心に想起した「無色」（非物質）によって、外識の「色」（物質）を、白と見なして克つ

を挙げる。更に、「8つの解脱」として、
1. 内心に「色」（物質）を想起して、外識の「色」（物質）を見る
2. 内心に「無色」（非物質）を想起して、外識の「色」（物質）を見る
3. 全てを清浄と認める
4. 空無辺処
5. 識無辺処
6. 無所有処
7. 非想非非想処
8. 想受滅

を挙げる。
次に釈迦は、かつて菩提樹の下で悟りを得、その次にアジャパーラ樹の下にいた際に、悪魔に涅槃に入るよう勧められたが、今もまた悪魔が来て涅槃に入るよう勧められたと述べる。
ようやく事態を理解したアーナンダは、釈迦に涅槃には行かないよう3度懇願する。釈迦は、アーナンダが先程気付き、3度懇願していれば、留まることもできただろうが、もう遅い、これはアーナンダの過失だと述べる。釈迦は、全てのものは壊滅することを改めて強調し、3ヶ月過ぎた後に死ぬことを予告しつつ、生き延びたいがためにこの言葉を取り消すことはありえないと述べる。

釈迦は大きな林にある重閣講堂に行き、アーナンダに、ヴェーサーリー近辺の修行僧を集めさせる。
釈迦は、修行僧たちに、
- 「四念処」
- 「四正勤」
- 「四神足」
- 「五根」
- 「五力」
- 「七覚支」
- 「八正道」

を説く（三十七道品）。そして、自分の齢が熟し、余命が短いことを告げる。

#### バンダ村
次に、釈迦たちは、バンダ村へ行き、滞在する。
釈迦は、修行僧たちに、「4つのことわり」として、
1. 戒
2. 定
3. 慧
4. 解脱

を説く。

釈迦は滞在中、修行僧たちに、
- 「戒律」
- 「精神統一」
- 「智慧」
- 「戒律」を伴う「精神統一」
- 「精神統一」を伴う「智慧」
- 「智慧」を伴う「修養された心」
- 「修養された心」による「種々の煩悩（汚れ）からの解脱」

といった「法に関する講話」を行った。

#### ボーガ市
釈迦たちは、ボーガ市へ行き、アーナンダ霊樹の下に滞在する。
釈迦は、修行僧たちに、「4つの大きな教示」（四大教示）として、
1. 「釈迦」から直接聞いたと、主張されていること
2. 「僧伽」から直接聞いたと、主張されていること
3. 「長老たち」から直接聞いたと、主張されていること
4. 「1人の長老」から直接聞いたと、主張されていること

の正誤を判断するためには、
- 経や律を参照して、吟味すべきであること（典拠参照）

を述べる。

釈迦は滞在中、修行僧たちに、
- 「戒律」
- 「精神統一」
- 「智慧」
- 「戒律」を伴う「精神統一」
- 「精神統一」を伴う「智慧」
- 「智慧」を伴う「修養された心」
- 「修養された心」による「種々の煩悩（汚れ）からの解脱」

といった「法に関する講話」を行った。

### マッラ国

#### パーヴァー市
次に、釈迦たちは、パーヴァー市へ行き、鍛冶工の子チュンダのマンゴー林に滞在する。
釈迦はチュンダに「法に関する講話」を説き、教え、励まし、喜ばせた。チュンダは釈迦たちを翌朝の食事に招待する。釈迦は承諾する。
チュンダは徹夜して美味な硬軟両方の食べ物と、多くのきのこ料理(豚肉という説もある)を用意し、釈迦たちをもてなす。釈迦は、きのこ料理は自分によこし、それ以外を修行僧たちに与えるよう、また、残りのきのこ料理は全て穴に埋めるよう指示する、自分以外は神々・人間問わず、これを消化できるものはいないと。
食事を終え、釈迦はチュンダに「法に関する講話」を説き、教え、励まし、喜ばせた。
チュンダのきのこ料理を食べてから、釈迦には激しい病が起こり、激しい苦痛が生じ、血便が出たが、釈迦はよく念じて堪えた。

釈迦は、クシナガラに行くことをアーナンダに告げる。

#### 道中
道中、釈迦は一本の樹の根本で休み、アーナンダに水を汲んでくるよう頼む。アーナンダは、近くの川は今500台の車が通って濁っていると説明。3度頼む釈迦に押されてアーナンダがその川に行くと、水が澄んでいて驚く。

ちょうどそこに、アーラーラ・カーラーマの弟子プックサが通りかかる。プックサは釈迦に、「500台の車」が通っても、深い瞑想に入っていてそれを感知しなかった、師アーラーラ・カーラーマの偉大さを述べる。釈迦は、自分はかつてアートゥマー村の籾殻の家に滞在していた際、農夫2人と4頭の牛が死ぬほどの「雷鳴・落雷」が近くであっても、深い瞑想に入っていてそれを感知しなかったと述べる。プックサは驚嘆し、釈迦への帰依を誓う。
プックサは従者に指示し、金色の一対の絹衣を持ってこさせ、釈迦に献上する。釈迦は1つを自分に、もう1つをアーナンダに与えるよう指示。釈迦はプックサに「法に関する講話」を説き、教え、励まし、喜ばせた。そしてプックサは帰っていった。

アーナンダが自分にかけられた金の衣を釈迦にかけると、その衣は輝きを失ったように見えた。釈迦は、修行完成者が悟りを達成した夜と、涅槃の境地に入る夜、この二時は、皮膚の色が清らかで輝かしくなるのだと、死が近いことを示唆する。そして、今夜、最後の更に、クシナガラのウパヴァッタナにあるマッラ族の沙羅林の中、二本並んだ沙羅樹（沙羅双樹）の間で、自分は死ぬと予告する。

カクッター川を渡り、マンゴー樹の林に着いて休み、釈迦はアーナンダに、鍛冶工の子チュンダについて述べる。チュンダは、自分の供物のせいで釈迦が死んだと批難され、後悔の念を持つかもしれないが、釈迦の最後の供物をしたチュンダには利益・功徳があると言って、後悔の念が取り除かれなくてはならないと述べる。そして、「与えるものには功徳が増す」と感興の言葉を述べる。

#### クシナガラ
釈迦たちは、クシナガラのウパヴァッタナにある沙羅双樹に着く。
釈迦はそこで頭を北向きにし、右脇を下にして、横になる。沙羅双樹は釈迦を供養するように花を満開にさせ、その体に降り注いだ。更に、天のマンダーラヴァ華と、天の栴檀の粉末も降りかかり、天の楽器が奏でられた。
釈迦はアーナンダに、これらは自分を供養するために起こったが、自分にとっては比丘・比丘尼・在家たちが理法に従って実践することが最高の供養だと述べる。
釈迦は前に立っていたウパーナを退けさせる。アーナンダはなぜウパーナを退けさせるのか問う。釈迦は、十方世界の神霊が集まってきているので、彼らが自分を見るのを遮らないためだと答える。
釈迦は、信仰者が訪ねて感動する場所は、
- 釈迦の生誕地 （ルンビニ）
- 釈迦が悟りを開いた場所 （ブッダガヤ・菩提樹）
- 釈迦が説法を始めた（初転法輪の）場所 （鹿野苑）
- 釈迦が入滅した場所 （クシナガラ・沙羅双樹）

の4つだと述べる（四大聖地）。
アーナンダは、女性に対してどうしたらいいか問う。釈迦は、「見るな、話しかけるな、つつしんでいろ」と説く。
アーナンダは、遺体をどうするか問う。釈迦は、比丘たちは遺骨の供養にかかずらわず、修行に励むこと、遺骨の供養は、王族・バラモン・資産者らがすると述べる。
アーナンダは、遺体処理法はどうするか問う。釈迦は、世界を支配する帝王（転輪聖王）のように、
1. 新しい布で包む→綿で包む→新しい布で包むを繰り返して、五百重にし
2. 鉄の油槽に入れ、他の鉄層で蓋をし
3. あらゆる香料を含む薪の堆積を作って、火葬にする
4. 道の合流地にストゥーパ（卒塔婆）を作る

と述べる。
釈迦は、悲しんでいるアーナンダに対して、全てのものは壊滅すると説いたことを指摘した上で、
- 過去の正覚者たちにも最上の侍者がいた、ちょうどアーナンダのように。
- アーナンダは、比丘が、在家が、他の人々が、いつ釈迦にあったらいいかの時節を知っている。
- アーナンダは、比丘・在家たちが会うと喜ばしくなる不思議な特徴がある。

等と、アーナンダを励ます。
アーナンダは、釈迦に、このような場末の地で亡くならないでほしいと述べる。釈迦は、ここクシナガラは、昔、大善見王という世界を支配する正義の帝王の国の首都で、クサーヴァティーという名だったと述べる。

釈迦は、アーナンダに、クシナガラの住民であるマッラ族を呼んでくるよう指示する。生前の釈迦に会えなかったと後悔することが無いように。彼らは家族ごとにまとまって釈迦に敬礼し、夜の最初の刻までに全員終えた。
クシナガラに滞在していた行者スバッダは、話を聞いて釈迦に会いたいと申し出る。アーナンダは断るが、釈迦は認める。スバッダは六師外道について釈迦に尋ねるが、釈迦は、他者のことは放っておいて理法にだけ集中するよう忠告し、「八正道」を説く。スバッダは帰依を誓う。釈迦は、異教を奉じていた者は、4ヶ月別のところに住み、僧伽の承認が得られれば、具足戒を受けられる旨を告げる。スバッダ、それなら自分は4年別に住むと述べる。釈迦、出家を許す。こうしてスバッダが釈迦の最後の直弟子となった。
釈迦は、自分が死んだ後の僧伽に関し、
- 現在は互いに「友」と呼び合っているが、自分の死後は、新参は名前で、年長者は「尊者」と呼び、長幼の序をつけること
- 瑣細な戒律箇条は、廃止してもよい
- 協調が取れてない比丘チャンナには、「ブラフマ・ダンダ」（清浄な罰）として無視すること

などを述べる。
釈迦は取り巻く修行僧たちに、仏陀・法・集い・道・実践に関して最後に何か質問が無いか再三促すが、修行僧たちは黙っていた。アーナンダはそれを見て、彼らの誰一人にもそれらに関する疑い・疑惑が起こっていないと喜ぶ。釈迦はそれを受けて彼ら500人の修行僧はやがて必ず正しい悟りに達することを予告する。
そして釈迦は修行僧たちに、「諸々の事象は過ぎ去るものである。怠ることなく修行を完成しなさい。」と告げる。これが釈迦の最後の言葉となった。
釈迦は、初禅、二禅、三禅、四禅、空無辺処、識無辺処、無所有処、非想非非想処、想受滅と、「九次第定」を上がっていき、次に、想受滅、非想非非想処、無所有処、識無辺処、空無辺処、四禅、三禅、二禅、初禅と下って行き、再び初禅、二禅、三禅、四禅と上がったところで、涅槃に入った。
釈迦の入滅と共に、大地震と雷鳴が起きた。梵天、帝釈天、アヌルッダ長老、アーナンダらが即座に追悼の詩を詠じた。

##### 釈迦の死後
クシナガラのマッラ族たちは、沙羅双樹に赴き、舞踊、歌謡、音楽、花輪、香料で以て供養した。「今日火葬にするのは不適当だから、明日にしよう」と、引き延ばしている内に、7日が経った。
7日目に、「遺体をクシナガラの南に運び、市外へ運び、火葬しよう」とするも、遺体が運べない。アヌルッダ長老に相談すると、神霊たちが「北からクシナガラ市内に運び、中央から東門を出て、マクダバンダナ（天冠寺）というマッラ族の祠堂に運び火葬にする」ことを望んでおり、そうするよう指示される。
マッラ族たちは、遺体を運び終わり、釈迦の遺言通りの火葬の準備に取り掛かる。その頃、仏弟子マハーカッサパと500人の比丘が、クシナガラに向かっており、クシナガラからやって来たアージーヴィカ教の行者に、釈迦の死を知らされる。
マッラ族たちは、火葬の準備が終わり、火をつけようとするがつかない。アヌルッダ長老に相談すると、神霊たちが「マハーカッサパ達が釈迦のみ足を拝むまでは、火をつけさせない」ことを望んでいるので、そうするよう指示される。
マハーカッサパ達の礼拝が終わり、火がつけられた。遺体からは、灰が出ず、遺骨のみが残った。500重の布は、最も外側と最も内側だけが焼けた。
マッラ族たちは、遺骨を7日間、舞踊、歌謡、音楽、花輪、香料で供養した。
釈迦の死を聞いて、
1. マガダ国のアジャータサットゥ王
2. ヴェーサーリーのリッチャヴィ族
3. カピラ城の釈迦族
4. アッラカッパのブリ族
5. ラーマ村のコーリヤ族
6. ヴェータディーパのバラモン
7. パーヴァーのマッラ族
8. クシナガラのマッラ族

が、遺骨の分配を主張した。
ドーナ・バラモンが遺骨を8等分して分配し、遺骨が入っていた瓶を譲り受けた。遅れてやって来たピッパリ林のモーリヤ族は、遺骨の灰だけもらって帰った。
こうして、各地に8つのストゥーパ（卒塔婆）と、瓶のストゥーパ（卒塔婆）、灰のストゥーパ（卒塔婆）、計10のストゥーパ（卒塔婆）が作られた。

## 日本語訳
- 『南伝大蔵経・経蔵・長部経典2』 大蔵出版（第7巻）
- 『パーリ仏典 長部（ディーガニカーヤ）大篇I』 片山一良訳、大蔵出版
- 『原始仏典 長部経典2』 中村元監修、春秋社
- 『ブッダ最後の旅 - 大パリニッバーナ経』　中村元訳、岩波文庫（初版1980年、改版2010年）
  - 『ブッダ最後の旅 - 大パリニッバーナ経』（岩波書店「ブッダのことばシリーズ」、1984年、ワイド版2001年）、各・大判
- 「偉大なる死」-『原典訳　原始仏典　下』（中村元編、ちくま学芸文庫（新版）、2017年）